# العلاقات الفرنسية المالطية
العلاقات الفرنسية المالطية هي العلاقات الثنائية التي تجمع بين فرنسا ومالطا.

## مقارنة بين البلدين
هذه مقارنة عامة ومرجعية للدولتين:
| وجه المقارنة                                              | فرنسا                                                    | مالطا                                                     |
| --------------------------------------------------------- | -------------------------------------------------------- | --------------------------------------------------------- |
| المساحة (كم2)                                             | 643.80 ألف                                               | 316                                                       |
| عدد السكان (نسمة)                                         | 67.12 مليون                                              | 465.29 ألف                                                |
| الكثافة السكانية (ن./كم²)                                 | 104.26                                                   | 147.24 ألف                                                |
| العاصمة                                                   | باريس                                                    | فاليتا                                                    |
| اللغة الرسمية                                             | لغة فرنسية                                               | اللغة المالطية، لغة إنجليزية                              |
| العملة                                                    | يورو، فرنك س ف ب، فرنك فرنسي، Livre tournois ‏            | يورو، ليرة مالطية                                         |
| الناتج المحلي الإجمالي (بليون دولار)                      | 2.58 تريليون                                             | 12.54 مليار                                               |
| الناتج المحلي الإجمالي (تعادل القوة الشرائية) بليون دولار | 2.87 تريليون                                             | 14.68 مليار                                               |
| الناتج المحلي الإجمالي الاسمي للفرد دولار أمريكي          | 36.20 ألف                                                | 22.60 ألف                                                 |
| الناتج المحلي الإجمالي للفرد دولار أمريكي                 | 39.33 ألف                                                |                                                           |
| مؤشر التنمية البشرية                                      | 0.888                                                    | 0.839                                                     |
| رمز المكالمات الدولي                                      | +33                                                      | +356                                                      |
| رمز الإنترنت                                              | .fr، .bzh ‏، .tf، .re، .wf، .yt، .pm، .paris              | .mt                                                       |
| المنطقة الزمنية                                           | أوروبا/باريس ‏، توقيت وسط أوروبا، توقيت وسط أوروبا الصيفي | توقيت وسط أوروبا، ت ع م+01:00، ت ع م+02:00، أوروبا/مالطا ‏ |

## مدن متوأمة
في ما يلي قائمة باتفاقيات التوأمة بين مدن فرنسية ومالطية:
- ترتبط سان تروبيه مع بيرجو باتفاقية توأمة.
- ترتبط غرانفيل مع مارساسكالا باتفاقية توأمة.
- ترتبط Les Sables-d'Olonne  [لغات أخرى]‏ مع سليمة باتفاقية توأمة منذ 1975.

## منظمات دولية مشتركة
يشترك البلدان في عضوية مجموعة من المنظمات الدولية، منها:
| علم المنظمة | اسم المنظمة                               | تاريخ انضمام فرنسا | تاريخ انضمام مالطا |
| ----------- | ----------------------------------------- | ------------------ | ------------------ |
|             | الاتحاد الأوروبي                          | 25 مارس 1957       | 1 مايو 2004        |
|             | وكالة ضمان الاستثمار متعدد الأطراف        | 28 ديسمبر 1989     | 12 سبتمبر 1990     |
|             | الأمم المتحدة                             | 24 أكتوبر 1945     | 1 ديسمبر 1964      |
|             | الفريق المعني برصد الأرض                  | ?                  | ?                  |
|             | منظمة حظر الأسلحة الكيميائية              | ?                  | ?                  |
|             | منظمة التجارة العالمية                    | 1995               | ?                  |
|             | منظمة الشرطة الجنائية الدولية             | ?                  | ?                  |
|             | منظمة الأمن والتعاون في أوروبا            | 25 يونيو 1973      | 25 يونيو 1973      |
|             | يونسكو                                    | 4 نوفمبر 1946      | 10 فبراير 1965     |
|             | مجلس أوروبا                               | 5 مايو 1949        | ?                  |
|             | الاتحاد البريدي العالمي                   | ?                  | ?                  |
|             | البنك الدولي للإنشاء والتعمير             | 27 ديسمبر 1945     | 26 سبتمبر 1983     |
|             | المنظمة الهيدروغرافية الدولية             | ?                  | ?                  |
|             | الاتحاد الدولي للاتصالات                  | 1866               | 1965               |
|             | مؤسسة التمويل الدولية                     | 20 يوليو 1956      | 1 يونيو 2005       |
|             | المنظمة الأوروبية لسلامة الملاحة الجوية   | 1960               | 1989               |
|             | المركز الدولي لتسوية المنازعات الاستشارية | 20 سبتمبر 1967     | 3 ديسمبر 2003      |
|             | مجموعة أستراليا                           | 1985               | 2004               |
|             | مجموعة الموردين النوويين                  | ?                  | ?                  |

## وصلات خارجية
- موقع وزارة الخارجية الفرنسية
- موقع وزارة الخارجية المالطية